# Сакураи, Биба
Биба Сакураи (美馬 桜井 |Biba Sakurai: родилась 8 июня 1989 года, Сакаи, префектура Осака) — японская конькобежка, специализирующаяся в шорт-треке. Участвовала в зимних Олимпийских играх 2010 и  2014 годах, бронзовая призёр чемпионата мира 2013 года в эстафете.

## Спортивная карьера
Биба Сакураи в 5 лет увлекалась фигурным катанием в детском саду. Раз в неделю она ходила на каток в близлежащем приморском спортивном центре, чтобы научиться фигурному катанию. Шорт-треком начала заниматься в возрасте 6-и лет, когда её пригласил Ёсинори Камино из приморского клуба конькобежного спорта. Там она познакомилась с дочерью тренера Юкой Камино, будущей олимпийкой и стала её подругой. Её старший брат Юма также конькобежец в шорт-треке. 
Биба выиграла Всеяпонский чемпионат среди  среди юниоров 10-14 лет, когда училась в 5-м классе начальной школы. Она переехала из Осаки в Токио без семьи после окончания 3-го класса средней школы Хамадера Минами и поступила в среднюю школу Мусасино, чтобы продолжить свою спортивную карьеру под руководством тренера Касивабары. 
Первым крупным международным турниром Сакураи стал чемпионат мира среди юниоров в Меркуре-Чук в январе 2006 года. Там она дошла до четвертьфинала в беге на 1500 метров, и была дисквалифицирована, заняв 18-е место, на остальных дистанциях она не вышла из предварительных соревнований. В начале сезона 2006/07 она заняла 3-е место в эстафете на втором этапе Кубка мира в Чонджу. 
Юниорский чемпионат мира в Млада-Болеславе она закончила на 35-м месте в личном многоборье. В феврале победила в Национальном спортивном фестивале на дистанциях 500 и 1000 метров, и в марте на командном чемпионате мира в Будапеште стала 5-й. Кубок мира 2007/08 был успешным для Сакураи, где она заняла 8-е место в беге на 1000 м и 9-е на 1500 м на четвертом этапе в Турине. 
В финале сезона Кубка мира в Солт-Лейк-Сити ей наконец удалось занять 5-е место на дистанции 1500 м. Кроме того, ей удалось занять 16-е место в многоборье на чемпионате мира среди юниоров в Больцано и 7-е место на командном чемпионате мира в Харбине. 
В ноябре на кубке мира заняла 8-е место в беге на 1500 м и 14-е на 1000 м в Пекине. В феврале 2008 года победила на Всеяпонском чемпионате в общем зачёте, и ей наконец удалось выиграть у Камино, которая до этого выигрывала 5 раз подряд, а в марте на командном мировом первенстве в женской команде заняла 8-е место. Она поступила в Университет Васэда в Токио на факультет спортивной медицины и спортивных исследовании. В декабре заняла 3-е место в общем зачёте на Всеяпонском чемпионате. 
В сезоне 2009/10 на Всеяпонском чемпионате на отдельных дистанциях, проходившем в сентябре, она выиграла на всех дистанциях 500, 1000 и 1500 метров. В октябре 2009 года на первом этапе Кубка мира в Пекине Сакураи дошла до 10-го места на дистанции 1500 м. В декабре она прошла отбор на олимпиаду на Всеяпонском чемпионате, победив в общем зачёте, и в феврале 2010 года на зимних Олимпийских играх в Ванкувере заняла 27-е место в беге на 500 м, 23-е на 1000 м, 28-е на 1500 м и в эстафете заняла 7-е место. 
В марте на чемпионате мира в Софии заняла 32-е место в личном зачёте и 4-е место на командном чемпионате мира в Бормио. Сезон 2010/11 начался на Всеяпонском чемпионате на отдельных дистанциях, проходившем в октябре 2010 года, она завоевала два золота на дистанциях 1000 и 1500 метров. Сакураи выиграла первые бронзы в личном зачёте в беге на 1500 м на Кубке мира в Квебеке и в Чанчуне в декабре. 
В феврале на зимних Азиатских играх в Алматы-Астане выиграла бронзовую медаль в беге на 1500 м, а в марте на чемпионате мира в Шеффилде она заняла лучшее 14-е место в беге на 1000 м и на командном чемпионате мира в Варшаве помогла команде занять 6-е место. В следующем сезоне 2011/2012 она заняла несколько подиумов в эстафетных гонках на Кубке мира. 
На Всеяпонском чемпионате на отдельных дистанциях в октябре 2012 года она вновь завоевала три золота на дистанциях 500, 1000 и 1500 метров. В одиночных гонках она заняла 7-е место на этапе в Москве на дистанции 1500 м и в Херенвене 8-е место в беге на 1000 м. В марте 2013 года на чемпионате мира в Дебрецене она выиграла бронзовую медаль в эстафете.
В следующем году на зимних Олимпийских играх 2014 года в Сочи она заняла 27-е место в беге на 500 м,  33-е на 1500 м и 5-е в эстафете. В марте 2014 года на чемпионате мира в Дебрецене заняла 23-е место в личном многоборье и 8-е в эстафете. Она завершила карьеру спортсменки после Национального спортивного фестиваля Зимних игр в феврале 2015 года. С 2013 года она работала в Tokai Tokyo Financial Holdings, Inc в отделе кадрового планирования. Она отвечала за комментирование трансляции Олимпийских игр в Пхенчхане в 2018 году на Nippon Television.
Её дедушка, который любит лошадей, назвал её Биба (что означает красивая лошадь). Ей не очень нравилось это уникальное имя, когда она была моложе, но сейчас она его любит, потому что люди могут легко запомнить его после того, как она начала участвовать в гонках по всему миру. Она любит ходить по магазинам и смотреть фильмы. Она любит комедийные фильмы, которые её подбадривают, также увлекается методом пилатеса.